# Дудов, Григорий Аверьянович
Григорий Аверьянович Дудов (19 марта 1930 — ?) — аппаратчик Тамбовского химического комбината Министерства химической промышленности СССР. Герой Социалистического Труда (28.5.1966).

## Биография
Родился 19 марта 1930 года в деревне Дудовка (Солонцовка) в Сампурском районе Тамбовской области России в крестьянской семье. 
В Великую Отечественную войну Григорий окончил семилетнюю школу. С 1943 года работал в колхозе «Красное Знамя» прицепщиком, трактористом, а затем бригадиром. В 1948 году поступил работать на Тамбовский анилинокрасочный завод (Пигмент) сначала строителем, а с вводом в строй с 1949 года (как анилинокрасочный завод) аппаратчиком. 
С 1950 по 1953 год служил в рядах Советской Армии, затем снова вернулся на завод. В 1957 году был принят в члены КПСС. В Тамбовском химкомбинате сначала работал такелажником , аппаратчиком, а потом старшим аппаратчиком. Участвовал в пусках и освоении цехов №№ 1, 2, 4, 5, 7 и 19. В 1964 году завод переименован в химический комбинат и Дудов Г. А. со своими товарищами выпускал около 80 видов продукции. В этот период Григорий Дудов достиг самых высоких показателей в работе.
Указом Президиума Верховного Совета СССР от 28 мая 1966 года Г. А. Дудов за выдающиеся заслуги в выполнении плана по увеличению выпуска химической продукции и достижение высоких показателей в работе удостоен звания Героя Социалистического Труда с вручением ордена Ленина и золотой медали «Серп и Молот».
На протяжении всех лет трудовой деятельности (1948-1995 годы) был образцовым работником и наставником молодых кадров. Последнее время проживал в Тамбове. Дальнейшая информация отсутствует.

## Награды
- Золотая медаль «Серп и Молот» (28.5.1966 );
- орден Ленина (28.5.1966 )
- Медаль «В ознаменование 100-летия со дня рождения Владимира Ильича Ленина»
- Медаль «За доблестный труд в Великой Отечественной войне 1941—1945 гг.»
- и другими